# 유영환 (공무원)
유영환(柳英煥, 1957년 2월 12일 ~ , 서울)은 대한민국의 공무원이다.

## 학력
- 한성고등학교 졸업
- 1979년 : 고려대학교 무역학 학사
- 1987년 : 오리건 대학교 대학원 경제학 석사

## 경력
- 1994 ~ 1996 : 통계청 산업통계과장
- 1996 ~ 1998 : 정보통신부 정보화제도과장, 기획총괄과장, 통신기획과장
- 1999 ~ 2000 : 정보통신부 공보관실 공보관
- 2001 ~ 2002 : 정보통신부 근무(이사관)
- 2003 ~ 2004 : 정보통신부 정보통신정책국장
- 2004 ~ 2005 : 산업자원부 산업정책국장
- 2005 : 한국금융지주 부사장
- 2006 : 정보통신부 차관
- 2007 : 정보통신부 장관
- 2010 : 한국투자증권 부회장

| 전임 노준형 | 제10대 정보통신부 차관 2006년 3월 28일 ~ 2007년 8월 31일 | 후임 김동수 |

| 전임 노준형 | 제11대 정보통신부 장관 2007년 9월 4일 ~ 2008년 2월 29일 | 후임 원세훈(행정안전부 장관) 유인촌(문화체육관광부 장관) 이윤호(지식경제부 장관) 최시중(방송통신위원회 위원장) |